# Ganymedes (mytologi)
 For alternative betydninger, se Ganymedes. (Se også artikler, som begynder med Ganymedes)
Ganymedes er i græsk mytologi en skøn, ung kongesøn. Zeus blev forblændt af hans skønhed og bortførte ham til Olympen som sin mundskænk og elsker.[kilde mangler] Han blev også gjort evigt ung af Zeus.
Ganymedes er søn af kong Tros af Frygien og bror til Ilus.